# Баелов, Султаш
Султаш Баелов, другой вариант фамилии — Байелов (каз. Сұлташ Байелов; 1902 год, Семипалатинская область, Российская империя — 12 марта 1989 года) — скотник-пастух колхоза «Саргорык» Абайского района Семипалатинской области, Казахская ССР. Герой Социалистического Труда (1948).
Родился в 1902 году в бедной крестьянской семье в Семипалатинской области (сегодня — Абайский район Восточно-Казахстанской области). С 1930 года трудился скотником-пастухом в колхозе «Саргорык» Абайского района. Трудился в этом колхозе до выхода на пенсию в 1963 году.
За выдающиеся трудовые достижения удостоен звания Героя Социалистического Труда указом Президиума Верховного Совета СССР от 23 июля 1948 года c вручением ордена Ленина и золотой медали «Серп и Молот».
Скончался в 1989 году.